# Saurais
Saurais ist eine französische Gemeinde mit 182 Einwohnern (Stand: 1. Januar 2022) im Département Deux-Sèvres in der Region Nouvelle-Aquitaine. Sie gehört zum Arrondissement Parthenay und zum Kanton La Gâtine.

## Geographie

### Lage
Saurais liegt in etwa 37 Kilometer westnordwestlich von Poitiers und etwa neun Kilometer ostsüdöstlich von Parthenay.

### Nachbargemeinden
Umgeben ist Saurais von den Nachbargemeinden La Peyratte im Norden, La Ferrière-en-Parthenay im Osten, Saint-Martin-du-Fouilloux im Süden sowie La Chapelle-Bertrand im Westen.

## Bevölkerungsentwicklung

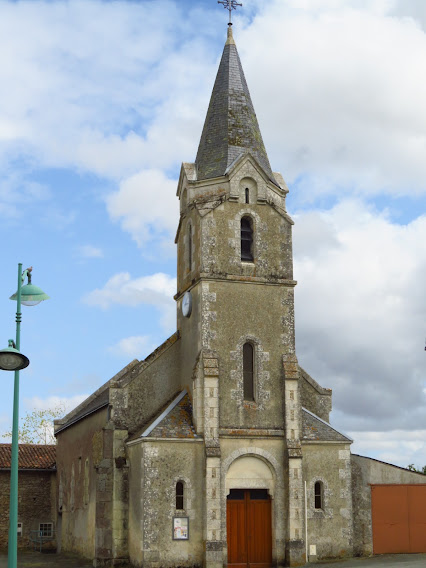
Kirche Saint-Pierre in Saurais

| Jahr                       | 1962 | 1968 | 1975 | 1982 | 1990 | 1999 | 2006 | 2019 |
| Einwohner                  | 275  | 251  | 196  | 180  | 167  | 168  | 183  | 188  |
| Quellen: Cassini und INSEE |      |      |      |      |      |      |      |      |